# Absolom
Absolom fue un grupo belga de música Vocal Trance compuesto por los músicos Christophe Chantzis y Jimmy Goldschmitz, y la vocalista Pascale Feront. El grupo se disolvió en el año 2000.
Christophe Chantzis coopera actualmente con Ian Van Dahl, un proyecto del mismo género musical pero con diferente estilo.

## Discografía
El grupo compuso cuatro sencillos y algunas remezclas. Sus temas fueron remezclados por diferentes compositores.

### Sencillos
- 1997 Secret
- 1998 Where? (Where Are You Now?)
- 1999 The Air
- 2000 Stars

### Remezclas
Algunas de sus remezclas, son:
- Airscape - L'Esperanza
- Ian Van Dahl - Castles In The Sky
- Organ - To The World